# Diocesi di San Carlos de Ancud
La diocesi di San Carlos de Ancud (in latino: Dioecesis Sancti Caroli Ancudiae) è una sede della Chiesa cattolica in Cile suffraganea dell'arcidiocesi di Puerto Montt. Nel 2022 contava 155.000 battezzati su 190.000 abitanti. È retta dal vescovo Juan Maria Florindo Agurto Muñoz.

## Territorio
La diocesi si trova nel Cile meridionale e comprende la provincia di Chiloé e i comuni di Chaitén, Futaleufú e Palena nella provincia di Palena nella regione di Los Lagos; appartiene alla diocesi anche l'arcipelago Guaitecas nella regione di Aysén.
Sede vescovile è la città di Ancud, dove si trova la cattedrale di Nostra Signora del Rosario della Cordigliera, nota con il nome di Catedral El Sagrario.
Il territorio si estende su 24.941 km² ed è suddiviso in 27 parrocchie, raggruppate in 4 zone pastorali: Nord, Centro, Sud e Cordigliera.

### Parrocchie
Elenco delle parrocchie aggiornato a giugno 2018:
- El Sagrario (cattedrale), Ancud
- Buon Pastore, Ancud
- Santa Maria di Loreto, Achao
- San Giacomo Apostolo, Castro
- Sacro Cuore di Gesù, Castro
- San Giuda Taddeo, Curaco de Vélez
- Sant'Antonio, Chacao
- Nostra Signora di Lourdes, Futaleufú
- Nostra Signora della Cordigliera, Futaleufú
- Nostra Signora del Rosario, Chelín
- San Carlo, Chonchi
- Nostra Signora dei Dolori, Dalcahue
- Nostra Signora del Transito, Lliuco
- San Francesco Saverio, Mechuque
- San Raimondo, Nal (Ancud)
- San Pietro Nolasco, Puqueldón
- Nostra Signora del Transito, Queilén
- Nostra Signora del Carmelo, Quellón
- Patrocinio di San Giuseppe, Quemchi
- Nostra Signora del Perpetuo Soccorso, Quenac
- Cuore Immacolato di Maria, Quilquico
- Natività di Maria, Rilán
- San Giovanni Paolo II, Castro
- Nostra Signora del Patrocinio, Tenaún
- Nostra Signora dei Dolori, Voigue
- Nostra Signora del Carmelo, Chaulinec
- San Pietro, Melinka

### Le chiese di Chiloé
Nel 2000 numerose chiese della provincia di Chiloé, appartenenti alla diocesi di San Carlos di Ancud, sono state dichiarate Patrimonio dell'umanità dall'UNESCO. Questi edifici, interamente realizzati con legno locale, risalgono al XVIII e XIX secolo quando il Cile faceva ancora parte dell'Impero spagnolo e rappresentano la fusione della cultura gesuita europea con le abilità e le tradizioni delle popolazioni native dell'arcipelago.

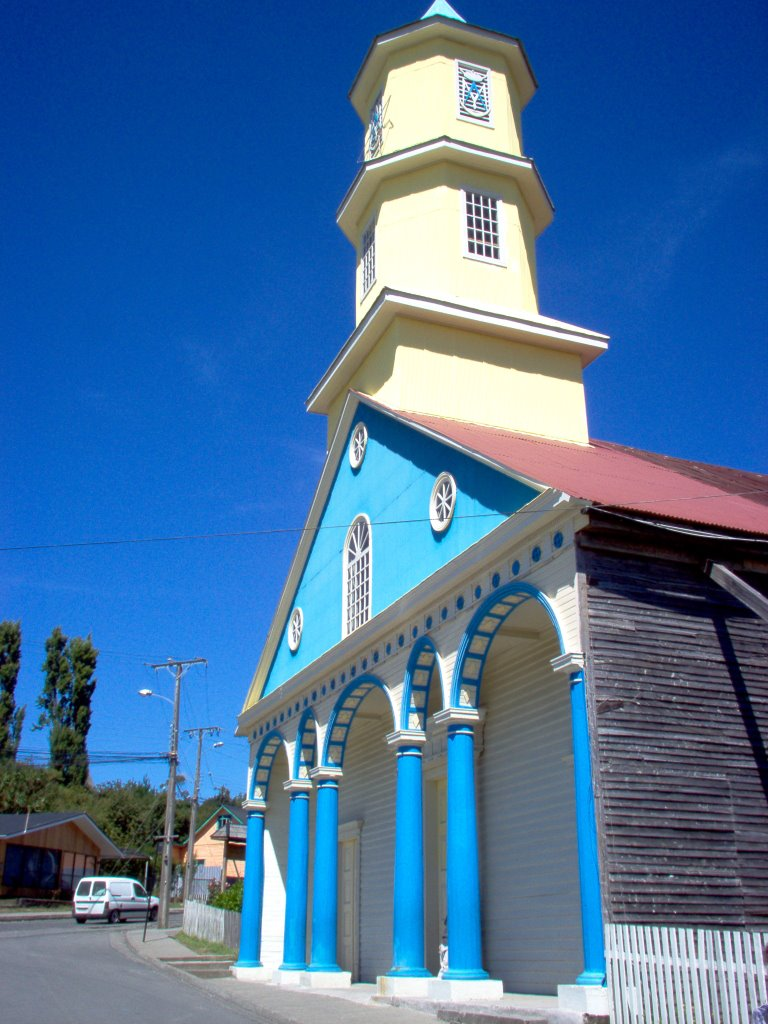
Chiesa parrocchiale di Chonchi
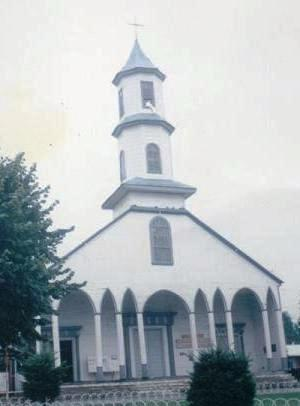
Chiesa parrocchiale di Dalcahue
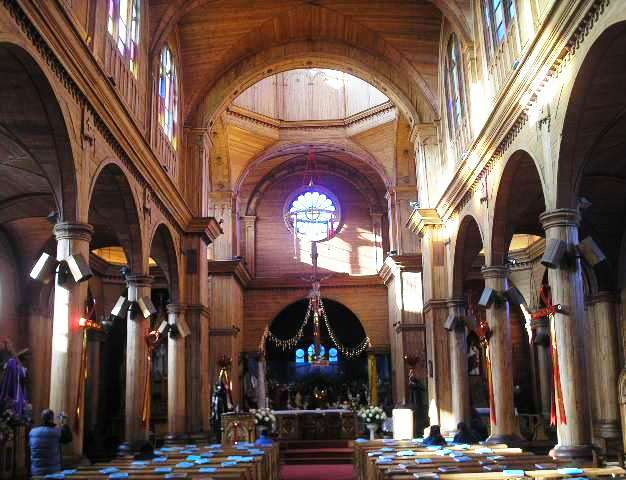
Interno: Chiesa parrocchiale di Castro
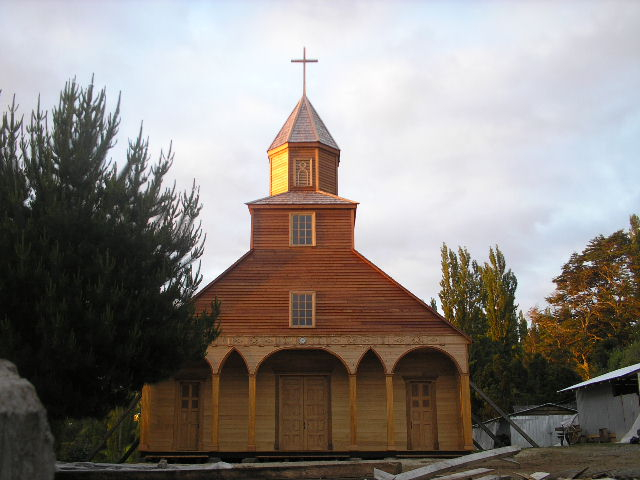
Chiesa parrocchiale di Ichuac
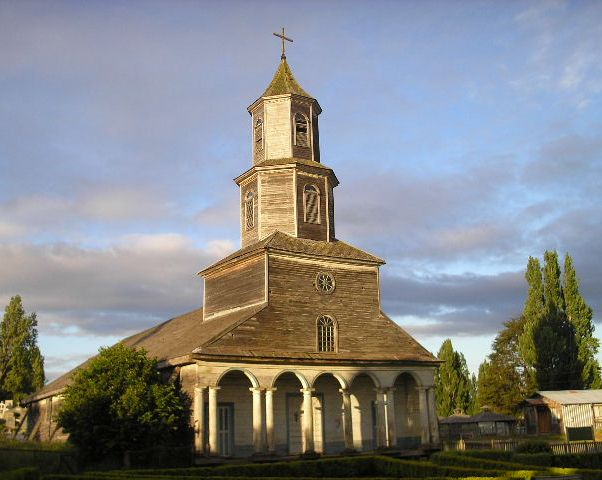
Chiesa parrocchiale di Nercón
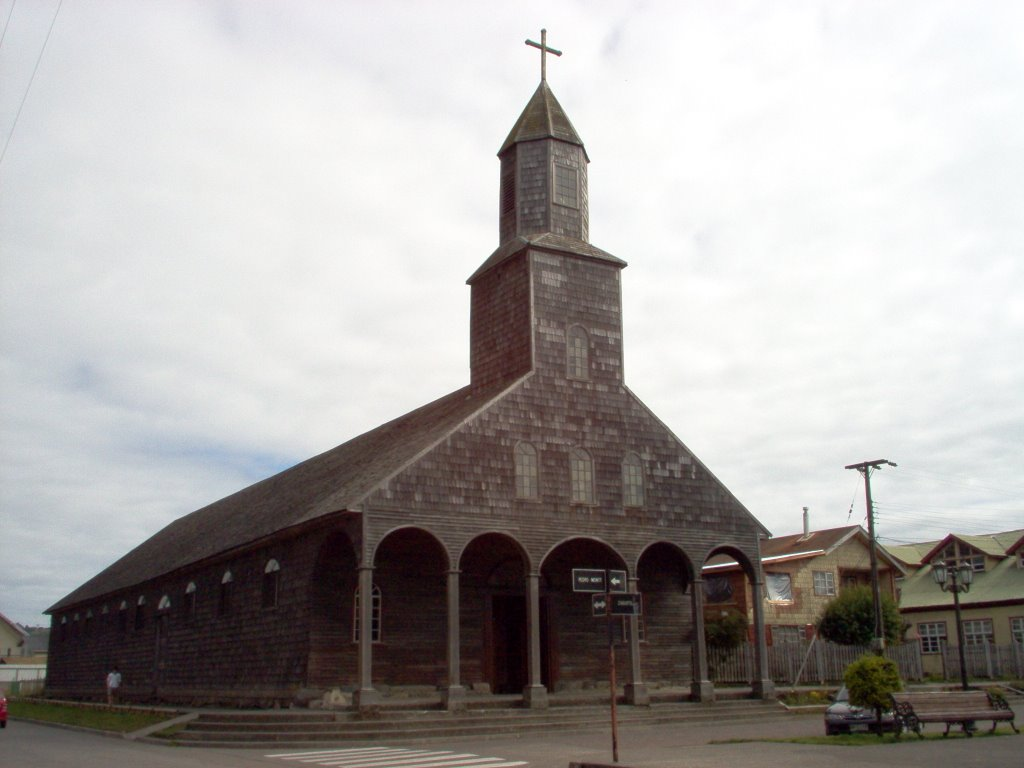
Chiesa parrocchiale di Achao

## Storia
La diocesi è stata eretta il 1º luglio 1840 con la bolla Ubi primum di papa Gregorio XVI, ricavandone il territorio dall'arcidiocesi di Concepción. Originariamente era suffraganea dell'arcidiocesi di Santiago del Cile.
Il 16 novembre 1883 e il 16 luglio 1901 cedette porzioni del suo territorio a vantaggio dell'erezione rispettivamente delle prefetture apostoliche della Patagonia Meridionale (oggi diocesi di Punta Arenas) e di Araucanía (oggi diocesi di Villarrica).
Il 14 giugno 1910 e il 1º aprile 1939 cedette altre porzioni del suo territorio a vantaggio dell'erezione rispettivamente della missione sui iuris di Valdivia (oggi diocesi) e della diocesi di Puerto Montt (oggi arcidiocesi).
Il 20 maggio 1939 entrò a far parte della nuova provincia ecclesiastica dell'arcidiocesi di Concepción.
Il 17 febbraio 1940 ha ceduto ulteriori porzioni del suo territorio a vantaggio dell'erezione della prefettura apostolica di Aysén (oggi vicariato apostolico).
Il 10 maggio 1963 è entrata a far parte della nuova provincia ecclesiastica dell'arcidiocesi di Puerto Montt.
Il 1º giugno 1970 in virtù del decreto Concrediti gregis della Congregazione per i vescovi ha ampliato il proprio territorio con l'acquisizione dal vicariato apostolico di Aysén dell'arcipelago Guaitecas e della provincia di Palena.
Nel 2000 ha ceduto al vicariato apostolico di Aysén i due centri abitati di Raúl Marín Balmaceda e Puerto Gala.

## Cronotassi dei vescovi
Si omettono i periodi di sede vacante non superiori ai 2 anni o non storicamente accertati.
- Sede vacante (1840-1848)

- Justo Donoso Vivanco † (3 luglio 1848 - 10 marzo 1853 nominato vescovo di La Serena)
- Vicente Gabriel Tocornal Velasco † (10 marzo 1853 - 9 giugno 1856 deceduto)
- Juan Francisco de Paula Solar Mery, O. de M. † (19 marzo 1857 - 21 aprile 1882 deceduto)
  - Sede vacante (1882-1886)
- Agustín Lucero Lazcano, O.P. † (3 dicembre 1886 - 3 dicembre 1897 deceduto)
- Ramón Ángel Jara Ruz † (2 maggio 1898 - 31 agosto 1909 nominato vescovo di La Serena)
- Pedro Armengol Valenzuela Poblete, O. de M. † (30 giugno 1910 - 16 dicembre 1916 dimesso[5])
- Luis Antonio Castro Álvarez, SS.CC. † (21 febbraio 1918 - 23 ottobre 1924 dimesso[6])
- Abraham Aguilera Bravo, S.D.B. † (26 ottobre 1924 - 30 aprile 1933 deceduto)
- Ramón Munita Eyzaguirre † (27 gennaio 1934 - 29 aprile 1939 nominato vescovo di Puerto Montt)
- Hernán Frías Hurtado † (28 marzo 1940 - 13 gennaio 1945 nominato vescovo di Antofagasta)
- Cándido Rada Senosiáin, S.D.B. † (9 giugno 1945 - 22 dicembre 1949 dimesso[7])
- Osvaldo Salinas Fuenzalida, SS.CC. † (3 agosto 1950 - 15 giugno 1958 nominato vescovo di Linares)
- Alejandro Durán Moreira † (17 aprile 1959 - 31 marzo 1966 nominato vescovo di Los Ángeles)
- Sergio Otoniel Contreras Navia † (21 novembre 1966 - 25 gennaio 1974 nominato vescovo ausiliare di Concepción[8])
- Juan Luis Ysern de Arce (13 maggio 1974 - 15 settembre 2005 ritirato)
- Juan María Florindo Agurto Muñoz, O.S.M., succeduto il 15 settembre 2005

## Statistiche
La diocesi nel 2022 su una popolazione di 190.000 persone contava 155.000 battezzati, corrispondenti all'81,6% del totale.
| anno | popolazione | popolazione | popolazione | presbiteri | presbiteri | presbiteri | presbiteri                | diaconi | religiosi | religiosi | parrocchie |
| anno | battezzati  | totale      | %           | numero     | secolari   | regolari   | battezzati per presbitero | diaconi | uomini    | donne     | parrocchie |
| ---- | ----------- | ----------- | ----------- | ---------- | ---------- | ---------- | ------------------------- | ------- | --------- | --------- | ---------- |
| 1950 | 99.430      | 101.400     | 98,1        | 31         | 25         | 6          | 3.207                     |         | 6         | 29        | 22         |
| 1965 | 100.000     | 120.000     | 83,3        | 28         | 24         | 4          | 3.571                     |         | 4         | 34        | 22         |
| 1970 | 100.000     | 110.728     | 90,3        | 28         | 23         | 5          | 3.571                     |         | 5         | 32        | 22         |
| 1976 | 100.000     | 111.000     | 90,1        | 33         | 28         | 5          | 3.030                     | 2       | 6         | 40        | 24         |
| 1980 | 113.000     | 121.000     | 93,4        | 28         | 24         | 4          | 4.035                     | 3       | 5         | 34        | 24         |
| 1990 | 122.000     | 132.000     | 92,4        | 18         | 16         | 2          | 6.777                     | 3       | 4         | 35        | 24         |
| 1999 | 122.000     | 156.000     | 78,2        | 31         | 21         | 10         | 3.935                     | 5       | 12        | 41        | 24         |
| 2000 | 118.100     | 151.520     | 77,9        | 22         | 16         | 6          | 5.368                     | 5       | 8         | 37        | 25         |
| 2001 | 118.000     | 151.600     | 77,8        | 23         | 17         | 6          | 5.130                     | 5       | 10        | 39        | 25         |
| 2002 | 117.978     | 151.516     | 77,9        | 27         | 21         | 6          | 4.369                     | 3       | 8         | 37        | 25         |
| 2003 | 116.800     | 151.516     | 77,1        | 27         | 21         | 6          | 4.325                     | 3       | 7         | 33        | 25         |
| 2004 | 116.625     | 151.620     | 76,9        | 27         | 22         | 5          | 4.319                     | 1       | 6         | 36        | 26         |
| 2010 | 139.000     | 171.000     | 81,3        | 30         | 23         | 7          | 4.633                     | 5       | 9         | 27        | 26         |
| 2014 | 147.400     | 179.800     | 82,0        | 28         | 22         | 6          | 5.264                     | 5       | 7         | 27        | 27         |
| 2017 | 152.000     | 185.440     | 82,0        | 25         | 19         | 6          | 6.080                     | 6       | 9         | 27        | 27         |
| 2020 | 149.000     | 182.900     | 81,5        | 22         | 17         | 5          | 6.772                     | 6       | 7         | 26        | 27         |
| 2022 | 155.000     | 190.000     | 81,6        | 20         | 16         | 4          | 7.750                     | 5       | 6         | 18        | 27         |